# Ivan Tavčar

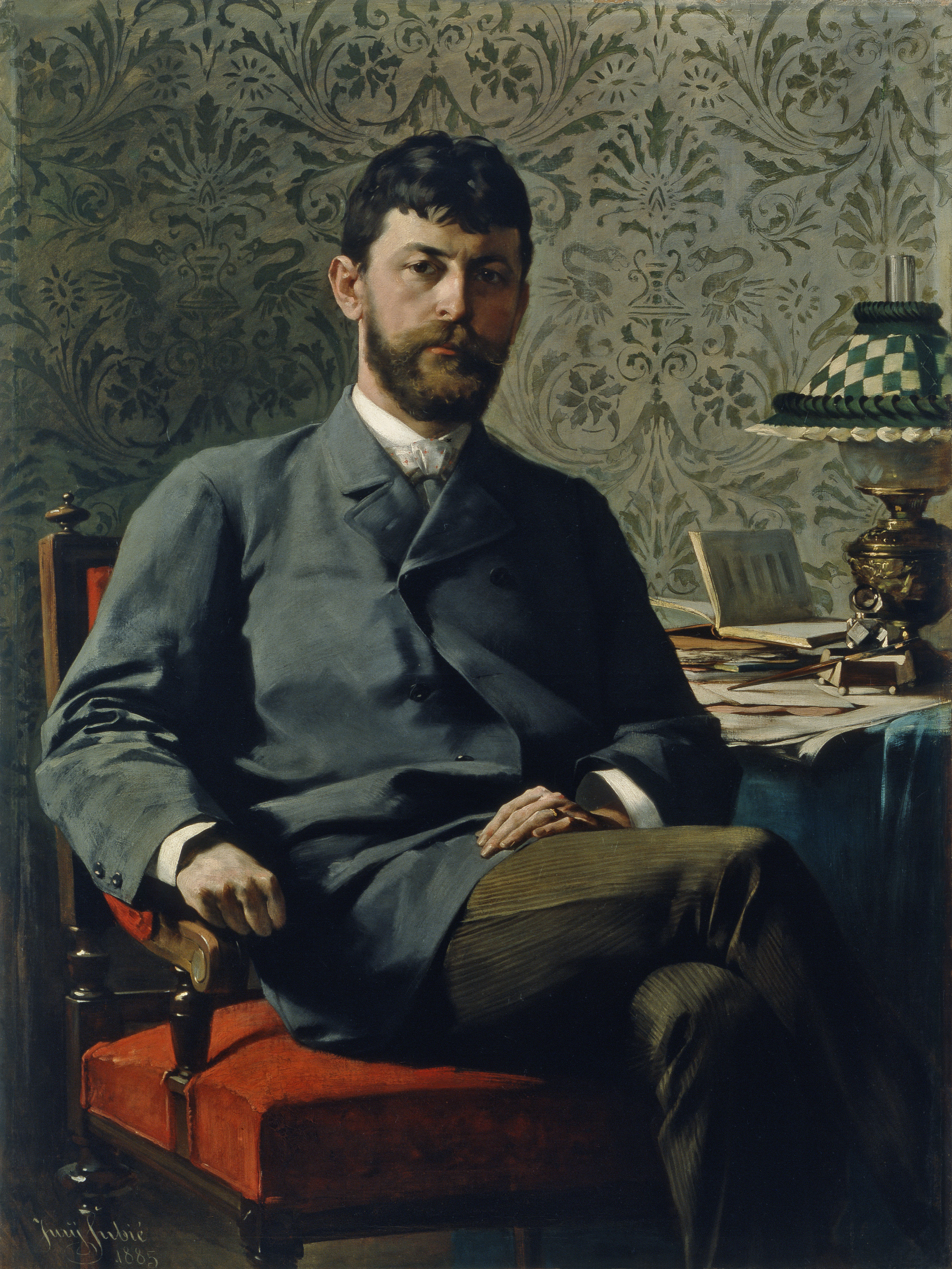
Ivan Tavčar

Ivan Tavčar (ur. 28 sierpnia 1851 w Poljane nad Škofjo Loko, zm. 19 lutego 1923 w Lublanie) – słoweński pisarz, prawnik, polityk i dziennikarz, jeden z pierwszych epików w okresie realizmu w Słowenii.

## Życiorys
Urodził się w ubogiej chłopskiej rodzinie. W 1858 roku rozpoczął naukę w pierwszej klasie w Poljane nad Škofjo Loko, którą kontynuował w Lublanie. W 1863 roku dostał się do gimnazjum w Lublanie, z którego z powodu występków musiał się przepisać do gimnazjum w miejscowości Novo mesto. Potem znów przepisał się do lublańskiego gimnazjum. Po ukończeniu gimnazjum w 1871 roku dostał się na prawo na Uniwersytecie Wiedeńskim. W 1875 roku został stażystą w kancelarii adwokackiej. Posiadał bogatą wyobraźnię i wrażliwość. Nie interesowała go umysłowa analiza życia, mechaniczne wyjaśnianie jego zjawisk, społecznych i biologicznych znaków. W latach 1912–1921 był burmistrzem Lublany.

## Twórczość

### Okres młodzieńczy (1863–1893)
Na początku swojej twórczości zajmowała go poezja. Napisał i opublikował kilka wierszy:
Jesenske pesni, Moj dom, Rože, Slavec, Poldne na deželi, Pomlad, Stari stolp, Duh slavljanski se je zbudil, Gazela. Oprócz licznej poezji i niewielkiej prozy w swoim młodzieńczym okresie, próbował również swoich sił w dramacie. Dramat uprawiał jako nowicjusz. Jego jedyne teatralne dzieło to skecz Erazem iz jame.
Jednakże główne charakterystyczne cechy okresu młodzieńczego to opowiadania, nowele i powieści, napisane według wzoru epickiego towarzystwa niemieckich pisarzy z połowy XIX wieku. Świat przedstawiony jest na wpół zamkowy oraz na wpół wiejski i intelektualny. Można wyczuć przeplatanie się mocnego sentymentalizmu, liberalnych idei z moralistyczną krytyką kręgów szlacheckich i z mieszczańskim zmysłem do demokracji.

### Okres dojrzały (1876–1893)
W tym okresie skupia się przede wszystkim na chłopskich i historycznych opowiadaniach. Na tym opiera się proza Tavčara dojrzałego i późniejszego okresu.
Typowe dla Tavčara jest, że w okresie dojrzałym zawsze pisał mniej, jednakże największe i najlepsze dzieła stworzył dopiero w tym właśnie okresie. Ukazały się na końcu słoweńskiego modernizmu i dzięki temu okres między romantyzmem a realizmem, dzięki dziełom Tavčara zostaje przedłużony do końca I wojny światowej i przeżywa szczyt słoweńskiego modernizmu, jak również jego współczesnych.
Charakterystyczną cechą Tavčara jest styl, który wychodzi od obiektywno-umysłowego, jakiego w prozie wykorzystywali Josip Jurčič i Janko Kersnik, do bardziej subiektywnie– poetycko zabarwionego języka.
Dzięki dojrzałym dziełom ustanowił szczyt epickiej prozy w okresie między romantyzmem a realizmem. Z nowelami ukazującymi wiejskie życie i opowiadaniami nakreślił drogę tego gatunku w słoweńskiej literaturze od Finžgara, Prežihovego Voranca i Cirila Kosmača.
Literacki dorobek zaczął publikować będąc jeszcze studentem. Publikował w uczniowskiej gazetce Slavec, w Stritarjevem zvonu, Ljubljanskim zvonu, Zori i Slovanu. Swoje pierwsze opwiadanie opublikował w 1868 roku w Slavljanskim jugu pod tytułem Primola. Oprócz tego pisał również dla Towarzystwa Św. Hermagorasa (Mohorjeva družba).

## Znane dzieła
Jego najważniejsze dzieło to Visoška kronika, która ukazuje wydarzenia w XVII wieku, w którym skończyła się wojna 30-letnia. Dzięki temu dziełu, dał Słoweńcom pierwszą w rzeczywistości ideowo i estetycznie osiągniętą powieść.
Pozostałe znane dzieła:
- Ivan Slavelj(1876)
- Vita Vita meae (1883)
- Mrtva srca (1884)
- Janez Sonce (1885–1886)
- Med gorami – zbiór krótkich opowiadań (1876–1888)
- Grajski pisar (1889)
- 4000 (1891)
- V Zali (1894)
- Izza Kongresa (1905–1908)
- Cvetje v jeseni (1917)

## Literackie ukierunkowanie
Literackie ukierunkowanie Tavčara opiera się na romantyzmie, od którego się bliżej lub bardziej oddalał w swoim pisarskim rozwoju, jednakże od strony duchowej i estetycznej został z nim związany. To ukierunkowanie przede wszystkim widać w jego młodzieńczych utworach – społeczno-rozrywkowych opowiadaniach, ukształtowanych na podłożu romantycznych tematów, motywach i ideowych elementów. Później, gdy wszedł w zakres artystycznej epiki, przejął realistyczne motywy, zwłaszcza w opracowaniu wiejskiego życia. Jednakże został duchowo wierny romantyzmowi ze swoim poglądem o przewadze ludzkiego ducha nad biologicznymi i społecznymi prawami. Mimo tego romantyzm w dziele Tavčara został złagodzony jego liberalnymi i demokratycznymi ideami. W okresie dojrzałym dorównywał słoweńskiemu modernizmowi, a jego późny romantyzm to współczesne i literacko postępowe zjawisko.

## Przekład dzieł na język polski
Kronika rodu Khallanów/Ivan Tavčar;tłumaczyła Maria Łobzowska. Warszawa: Nasza Księgarnia, 1961. (tytuł oryginału Visoška kronika)
jedna z noweli z Med gorami znajduje się w Antologii noweli jugosłowiańskiej, Warszawa 1964

## Tytuły
W 1910 roku został uhonorowany tytułem honorowego obywatela Lublany.